# Rongerik
L'atoll de Rongerik (nommé aussi Rongdrik ou Roñdik) est un atoll inhabité de 1,68 km2 situé dans l'océan Pacifique. Il fait partie des îles Marshall et se trouve à 200 kilomètres à l'est de l'atoll de Bikini sur la chaîne de Ralik. Avant la Première Guerre mondiale, Rongerik appartenait aux territoires allemands du Pacifique mais n'était pas habitée.

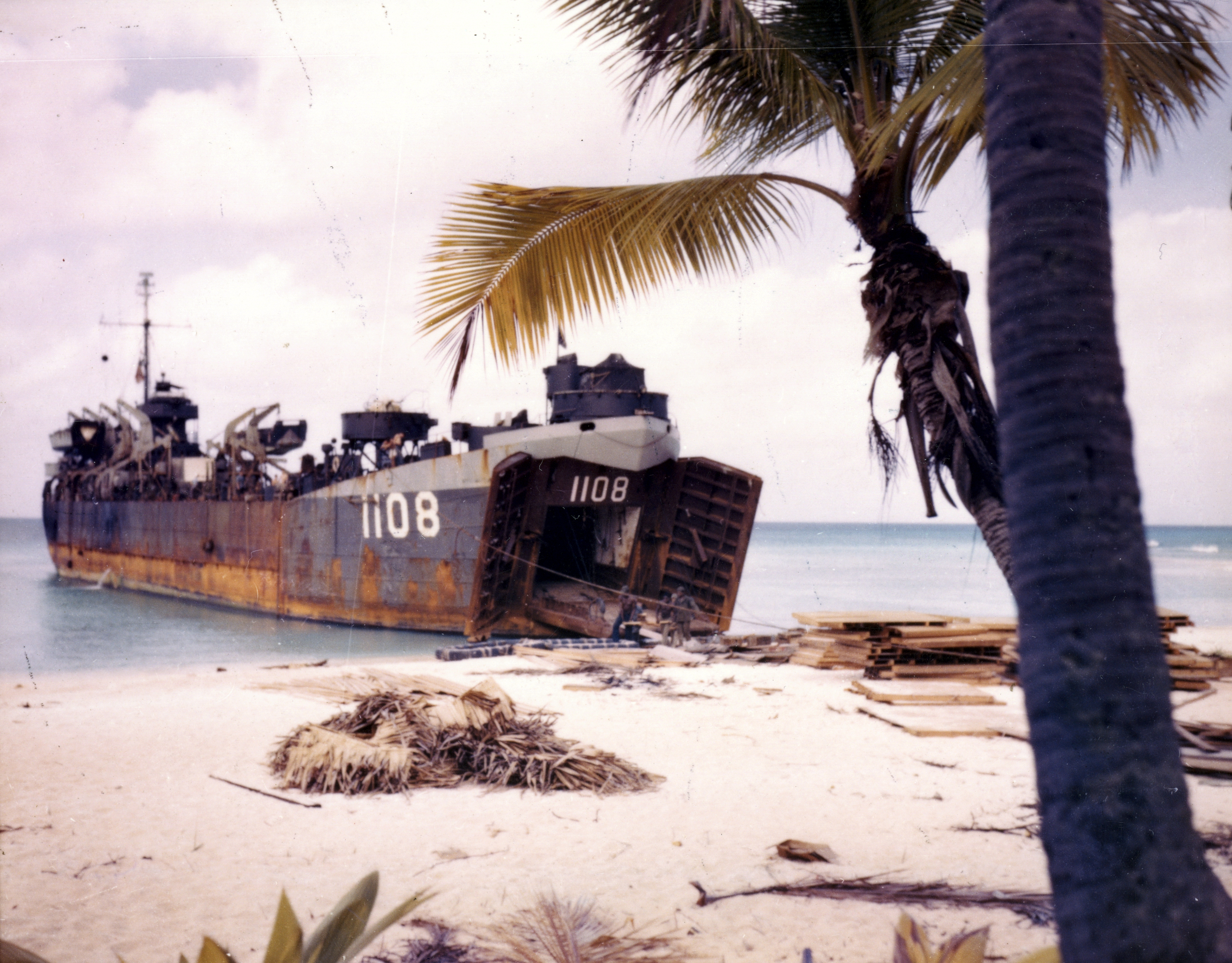
Un LST à Rongerik en mars 1946

L'atoll est connu pour avoir servi de lieu d'habitation temporaire du 7 mars 1946 au 14 mars 1948 aux populations indigènes de l'atoll de Bikini lors de l'opération Crossroads, une série d'essais nucléaires menée par les États-Unis. Après des mois de malnutrition par manque de vivres, les populations furent déplacées vers Kwajalein et finalement vers Kili.
Le 1er mars 1954, Rongerik fut exposée aux retombées radioactives de l'essai atomique Castle Bravo.

## Îles
L'atoll est un chapelet de 14 petites îles dont : 
- île de Bock
- île de Jedibberdib
- île de Latorback
- île de Moterikku
- île de Mortlock
- île de Tarrowatt
- île de Bokeredj
- île d'Eniwetak
- île de Rongerik
- île de Bigonattam

## Traditions
Les habitants des îles Marshall pensent que Rongerik est hanté par les sœurs d'Ujæ, des démons, ce qui explique l'absence d'habitants avant le déplacement par l'armée américaine.

## Galerie

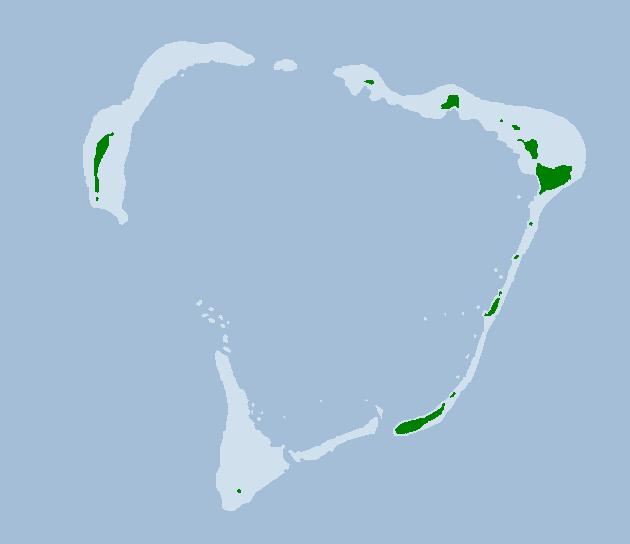
Carte des îles de l'atoll.